# Quinnipiac Bobcats
Quinnipiac Bobcats är en idrottsförening tillhörande Quinnipiac University och har som uppgift att ansvara för universitetets idrottsutövning.

## Idrotter
Bobcats deltager i följande idrotter:
| Herrar - Baseboll - Basket - Fotboll - Ishockey - Lacrosse - Tennis - Terränglöpning | Damer - Akrobatik & tumbling - Basket - Fotboll - Friidrott - Ishockey - Lacrosse - Landhockey - Rugby - Softboll - Tennis - Terränglöpning - Volleyboll |

## Idrottsutövare

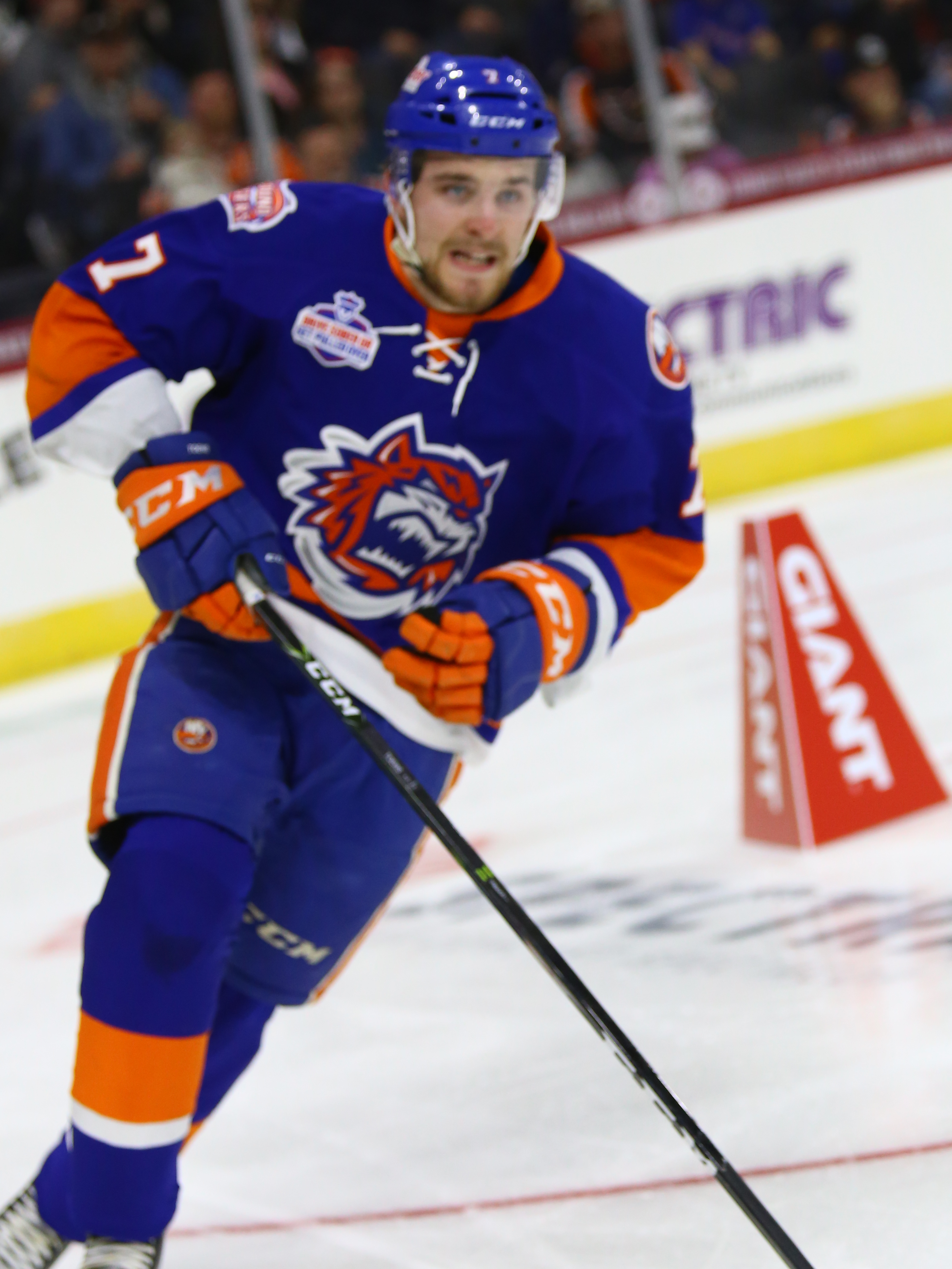
Devon Toews.

| Fotboll - Kirsten van de Ven Ishockey - Skyler Brind'Amour - Connor Clifton - Collin Graf - Connor Jones - Matthew Peca | - Yaniv Perets - Chase Priskie - Jacob Quillan - Brogan Rafferty - Devon Toews - Erica Udén Johansson - Bryce Van Brabant |